# Forcipomyia laboulbeni
Forcipomyia laboulbeni är en tvåvingeart som först beskrevs av Jean Pierre Omer Anne Édouard Perris 1870.  Forcipomyia laboulbeni ingår i släktet Forcipomyia och familjen svidknott.
Artens utbredningsområde är Frankrike. Inga underarter finns listade i Catalogue of Life.